# 2003年カサブランカ爆弾テロ事件

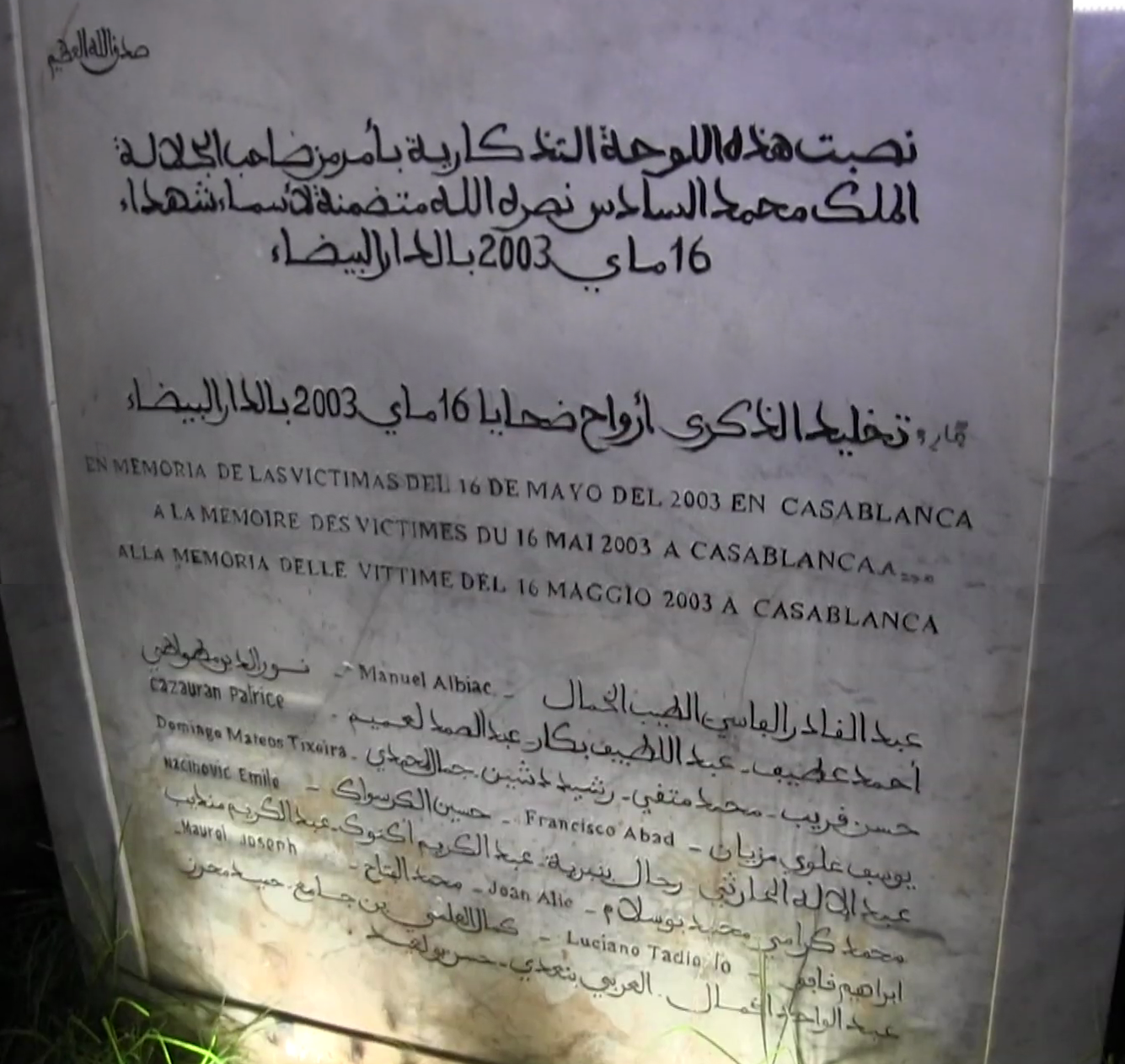
犠牲者の追悼碑

2003年カサブランカ爆弾テロ事件は、同年5月16日金曜日、モロッコのカサブランカで、アル・カイーダに関連する聖戦サラフィスタ（Salafia Jihadia） のグループによって、爆発物が使用され５か所で実行されたの同時多発テロである  。

## テロ攻撃
2003年5月16日金曜日の夜22時30分、テロ実行犯らは、市内中央のアンファ区で自爆2か所車爆弾テロ3か所を実行し、人的被害や建物・車両へ被害を与えた。これは、反ユダヤ、反西洋、反スペイン、反モロッコ政府などの意図を表すテロとなった。
- 最も死者の多かったのは、「スペインの家、文化センター」（Casa de España）の中の中庭に設けられたレストランで起こった自爆テロであった。ここは、通常、モロッコ人やスペイン人の客が利用しており、当日も100～150人がレストランにいたが、その多くは、モロッコ人であった。実行犯らは、モロッコ人の警備員に遮られたことで、ナイフでその喉を切って殺害し中に押し入った。ここでは、始めに手榴弾がテーブルの下に投げ入れられ、3人の実行犯が異なった箇所に至って自爆した。また、1人は自爆せずに外に出た。ここでの死者の23人は、客や従業員などで、スペイン人3人（後に1人死亡）が含まれていた。これに加えて、併設されていたスペイン商業館でも、自爆テロが行われた [1] [4]。
- 2回目の爆発は、バーレーンのホテルチェーン、サフィール（Safir）系列の5つ星のファラー・ホテル（Farah Hotel）で起こり、警備員と門衛の2人が死亡した。
- 続いて、他の実行犯は、ユダヤ人の旧墓地に向かい、そこから150メートルの地点で自爆した。これにより、歩行者の3人が死亡した。

- 他の2人の実行犯は、教育文化施設「恒久イスラエル同盟」（Alianza Israelita Universal, AIU)　にて車爆弾を爆発させた。ここは、閉館時間帯で無人であり、建物の被害のみとなった。
- 5番目で最後の目標は、イタリアンのピッザ店「レ・ポシタノ」で、車爆弾が爆発し、警官2人が死亡した。この店は、ベルギーの総領事館の前にあり、その建物や周辺の住宅も被害を受けた。

また、他の2人の仲間は、実行の前に逮捕された。

## 犠牲者
この事件で、45人が死亡したが、この中には、12人の自爆テロ死者も含まれている。国籍別死者では、モロッコ人36人、スペイン人4人、フランス人4人、イタリア人1人となっている。 他に、100人以上の負傷者がでた。スペイン人の死者の2人は企業家で、スペイン内務省からテロ犠牲者を記憶する市民大十字追悼表彰が贈られた 。もう1人の犠牲者は、スペイン北部からのトラック運転手で、２日後に身元が確認された。また、スペイン人で「カタルーニャの家」の副会長は、重度の火傷を負い、出身地のカタルーニャ州の病院で治療中であったが、5月23日に死亡した。負傷者では、別のトラック運転手と1人の在住者がいる。「スペインの家」の会長は、この時、現場に居合わせたが、無傷であった。また、同館のモロッコ人の警備員2人も死亡した。実行場所の中に、ユダヤ人関連の場所があったが、金曜日であったこともあって、ユダヤ人の犠牲者はなかった。

## 実行犯
実行犯らは、15人構成で、その内3人は実行に至らなかったか自爆しなかった。彼らは、市内の貧困地区シディ・モーメン（Sidi Moumen）在住の20歳代の若者達で、リクルートされ過激思想に感化された者達であった。彼らは、アフガン戦争を経験し過激化したイスラム指導者、説教者から影響を受けていた。
生存した実行犯への尋問から、5月25日には、計画・推進者と見られるアブダラハク・ムル・セバット（Abdajhak Mul sebbat）が逮捕されたが、その翌日、警察署から病院に搬送される途中で死亡したとされる。しかし、その死因は明らかでない。事件後、2千人以上の容疑者が逮捕された が、その内約千人が犯罪行為、反国家安全、暴力の推奨などの罪状で告訴された。特に、17人が死刑判決、他に多数が無期懲役の判決を受けた。2008年4月には、ケニトラ（Kenitra）の刑務所から、9人の収監囚が脱走した。その内4人は、無期懲役、他は、様々な刑年数の判決を受けていた。
また、一方、捜査の拡大により、このテロ攻撃は、在フランスのモロッコ人らによる、モロッコイスラム戦闘グループ（フランス語による略語では、GICM）の組織によって立案されたものという点も判明した。この組織は、アル・カイーダと関連がある。この組織は、フランスのイヴリーヌ県（Yvelines）の住人である、モロッコ系やトルコ系の二重国籍者達が、1990年代に過激化して形成されたものである。このような４人の容疑者は、フランスで2007年にテロ犯罪で刑を受け、5から7年の間、収監された。また、刑期終了後も、過激派との関連疑惑は継続したことで、2015年には、フランス国籍をはく奪された。

## 影響

### モロッコ
モロッコでは、1994年に、マラケシュ市（Marrakech）のアスニ・ホテル（ Asni Hotel）でテロ事件があった。この5月16日の事件で、モロッコ社会は、非常な衝撃を受けた。事件の背景にある原理主義者らは、社会に不満を背景に、モロッコ政府自体に批判を向けていた。国王であるムハンマド六世は、イスラム原理主義の蔓延を抑えるため、モスクや宗教センターでの宗教的教えを統制する方針を打ち出し、自身の宗教的正当性を強化した。また、内政では、対テロ治安対策が強化され、過激派対策でスペインとの協力体制も構築された。 このテロ事件以降、モロッコはイスラム原理主義者のテロリズムとは無縁の国だという、それまでの一般的な認識は、立ち消えになった。
その後の2007年3月、4月にも、カサブランカにて、自爆テロが発生したことで、市内の貧困地区シディ・モーメンは、撮り潰された。

### スペイン
翌年、2004年3月11日に、スペインでは、マドリード列車爆破テロが発生した。カサブランカでのテロ事件は、スペインの権益拠点を狙ったものであったものの、その後の国内対策への強化が十分でなかった、と考えられている。カサブランカのテロ事件は、アル・カイーダからの1つの予告ともみることができる。スペインの家は、建物が甚大な被害を受けたが、その１年後の事件と同日に再開された。その被害は、15万ドル相当であったが、会長によると、あるモロッコ人（これは、モハメッド六世と考えられる）の寄付により、再建されたという。

## 前後の事情
その年の2月には、英国政府は、モロッコに旅行しないように呼び掛けていた。また、米国は、サウジ・アラビアにおける米国人への警戒を呼び掛けていたが、5月12日には、リヤドでテロが発生し、34人が死亡、その中で米国人が10数人死亡した。2012年には、この事件を取り扱った映画『神の馬達』（監督：ナビール・アユーシュ）が作成・上映された。